# Свободное (Запорожская область)
Свободное (укр. Свободне) — село,
Астраханский сельский совет,
Мелитопольский район,
Запорожская область,
Украина.
Код КОАТУУ — 2323080404. Население по переписи 2001 года составляло 262 человека.

## Географическое положение
Село Свободное находится на левом берегу реки Арабка,
выше по течению на расстоянии в 0,5 км расположено село Арабка,
ниже по течению на расстоянии в 1 км расположено село Астраханка.
Река в этом месте пересыхает.

## История
- 1923 год — дата основания.
- От германской оккупации село было освобождено 22 сентября 1943 года.[2]